# Kerien
Kerien (tiếng Breton: Kerien-Boulvriag) là một xã của tỉnh Côtes-d'Armor, thuộc vùng Bretagne, tây bắc Pháp.